# Бахтин, Михаил Иванович
Михаи́л Ива́нович Ба́хтин (12 [25] июня 1917, Большое Окулово, Липнинская волость, Муромский уезд, Владимирская губерния — 3 августа 1968, Винница) — советский офицер, военный лётчик, участник Великой Отечественной войны, командир звена 43-го гвардейского штурмового авиационного полка 230-й штурмовой авиационной дивизии 4-й воздушной армии 2-го Белорусского фронта, гвардии лейтенант.
Герой Советского Союза (23.02.1945), подполковник запаса с 1960 года.

## Биография
Родился 12 (25) июня 1917 года в селе Большое Окулово Муромского уезда Владимирской губернии, в крестьянской семье. Русский. Окончил неполную среднюю школу. Работал в колхозе. Окончив школу ФЗУ при Горьковском автомобильном заводе, трудился слесарем на судоверфи в посёлке Мордовщик (с 1957 года и ныне город Навашино в Нижегородской области).
В Красной армии на действительной военной службе в 1935—1937 годах и добровольно — с 1940 года. В 1941 году окончил Энгельсскую военную авиационную школу пилотов, а в 1943 году — Краснодарское объединённое военное авиационное училище и курсы Военно-Воздушных Сил. На фронтах Великой Отечественной войны с октября 1943 года. Член ВКП(б) с 1944 года.
Сражался в составе Отдельной Приморской армии на 4-м Украинском фронте, а затем в составе 4-й воздушной армии на 2-м Белорусском фронте, совершив на самолёте-штурмовике Ил-2 сто пятьдесят пять успешных боевых вылетов, в результате которых к декабрю 1944 года уничтожил восемь танков, три самоходных, двенадцать полевых, одиннадцать зенитных орудий, четырнадцать автомашин, восемь дзотов и блиндажей два склада с боеприпасами, переправу, баржу, двести восемьдесят солдат и офицеров вермахта.
Командир авиационного звена 43-го гвардейского штурмового авиационного полка (230-я штурмовая авиационная дивизия 4-я воздушная армия, 2-й Белорусский фронт) гвардии лейтенант Михаил Бахтин в период Белорусской стратегической наступательной операции, под кодовым названием «Багратион», штурмовал скопления войск и техники противника на реках Проня и Днепр, в районе белорусских городов Могилёв, Минск, Гродно.
28 июня 1944 года в районе Могилёва штурмовик Ил-2 гвардии лейтенанта Бахтина был повреждён вражеским зенитным огнём, но лётчик продолжал выполнение боевого задания, уничтожив пять автомашин, три подводы с грузом и около двух десятков живой силы противника.
Указом Президиума Верховного Совета СССР от 23 февраля 1945 года за образцовое выполнение боевых заданий командования на фронте борьбы с немецкими захватчиками и проявленные при этом мужество и геройство гвардии лейтенанту Бахтину Михаилу Ивановичу присвоено звание Героя Советского Союза с вручением ордена Ленина и медали «Золотая Звезда» (№ 5403).
После войны М. И. Бахтин продолжал службу в ВВС СССР. В 1952 году он окончил Краснодарскую высшую офицерскую авиационную школу штурманов. С 1960 года подполковник Бахтин М. И. в запасе.
Жил в городе Виннице на Украине, где работал инспектором по кадрам Винницкого областного объединения «Сельхозтехника». Скончался 3 августа 1968 года.

## Награды
- Медаль «Золотая Звезда» Героя Советского Союза (№ 5403)
- Орден Ленина
- Два ордена Красного Знамени
- Орден Отечественной войны II степени
- Два ордена Красной Звезды
- Медали, в том числе:
  - Медаль «За победу над Германией в Великой Отечественной войне 1941—1945 гг.»
  - Юбилейная медаль «Двадцать лет Победы в Великой Отечественной войне 1941—1945 гг.»

## Память
В родном селе Большое Окулово Навашинского района Нижегородской области именем Героя Советского Союза Бахтина М. И. названа улица, на доме, в котором он жил, и на здании школы, в которой учился будущий Герой, а так же на здании заводоуправления судостроительного завода в городе Навашино установлены мемориальные доски. В областном центре Нижегородской области, в Автозаводском районе Нижнего Новгорода, так же его именем названа улица.